# Shinzō Yamada
Shinzō Yamada (山田晋三?, Yamada Shinzō; 8 settembre 1973) è un ex giocatore di football americano e allenatore di football americano giapponese, che ha giocato come linebacker.

## Palmarès
- 2 Mondiali (1999, 2003)
- 1 Rice Bowl (Asahi Soft Drink Challengers, 2000)